# قطعنامه ۲۱۸۲ شورای امنیت
قطعنامه ۲۱۸۲ شورای امنیت سازمان ملل متحد سندی بین‌المللی دربارهٔ وضعیت در سومالی است. این قطعنامه طی نشست شورای امنیت سازمان ملل متحد در تاریخ ۲۴ اکتبر ۲۰۱۴ میلادی با ۱۳ رأی موافق، ۲ مخالف و ۰ ممتنع به تصویب رسید.